# Antonello Cresti
Antonello Cresti (Firenze, 30 aprile 1980) è un saggista, critico musicale, musicologo e politico italiano, attuale segretario organizzativo di Democrazia Sovrana e Popolare.

## Biografia

### Studi e prime pubblicazioni
Antonello Cresti è nato a Firenze il 30 aprile 1980 dove è cresciuto e ha studiato laureandosi in Scienze dello spettacolo all'Università di Firenze. Nel 2002 fonda assieme a Andrea Gianessi il collettivo di musica sperimentale di matrice psichedelica chiamato Nihil Project. Col gruppo l'anno seguente ha pubblicato il doppio CD Dark Lounge (Ouver Entertainment, 2003) in collaborazione con i Der Bischof, e subito dopo l'album Paria (Ululati Dell'Underground, 2003), che vede tra gli ospiti il cantautore Claudio Rocchi (ex Stormy Six), Mino Di Martino de I Giganti e Maurilio Rossi dei Goad.
I suoi viaggi compiuti in Gran Bretagna a partire dall'adolescenza lo portano a scrivere una serie di libri sulle controculture inglesi: il primo è stato  U.K. on Acid (Jubal, 2004), in cui ripercorre la versione inglese della Summer of Love. Ha collaborato poi a L'Immaginazione al podere (Stampa alternativa, 2005) curato da Antonio Castronuovo e Walter Catalano e nello stesso anno è uscito il secondo album a nome Nihil Project intitolato Samhain.
Nel 2006 esce il libro Fish and Chips, esortazione al viaggio in Inghilterra e Galles, che lo porta ad essere definito da Timothy Biles, saggista e reverendo della Chiesa anglicana, come "la voce mediterranea della Vecchia Inghilterra"; nello stesso anno i Nihil Project, con il coinvolgimento di numerosi artisti di quelle aree, realizzano Plough Plays (Woven Wheat Whispers) in cui si riscontra un connubio di rimandi psichedelici e sonorità tipiche della musica folk della provincia britannica.

### 2009-2011:La trilogia
Tra il 2009 ed il 2011 viene pubblicata la trilogia tematica realizzata da Cresti sull'interazione tra musica inglese e storia, civiltà, misticismo e paesaggio con i titoli: Fairest isle (2009), Lucifer in London (2010) e Come to the sabbat (2011). In Fairest Isle -  L'epopea dell'electric folk britannico (Aereostella, 2009), Cresti analizza le contaminazioni tra pop e musica folk a partire dallo skiffle, ripercorrendone la storia tra gli anni '60 e '70 e dando spazio sia a "nomi storici del genere (Fairport Convention, Strawbs, Steeleye Span, ecc.)" che a nomi meno eclatanti.
 
Il libro seguente, Lucifer over London - La scena controculturale inglese tra musica folk e industrial prende in esame le ripercussioni sulla cultura inglese da parte delle personalità, delle vicende e dei luoghi più “oscuri” del paese, partendo dalla musica industriale nelle sue forme più radicali e ripercorrendone le derive post-industriali fino agli estremi esiti del folk apocalittico e del neofolk. E poi Come to the Sabbat (Tsunami Edizioni, 2011) in cui sono analizzati i punti di contatto tra musica, occulto e cultura esoterica nel contesto dell'underground britannico. Sempre in questi anni Antonello Cresti è stato direttore artistico della sezione musicale del festival fiorentino Britmania, patrocinato dal consolato britannico di Firenze.

### 2012-2018:Solchi sperimentali
Dal 2013 collabora con il mensile musicale Rockerilla. Negli anni a venire avvia inoltre una collaborazione con Alias de Il manifesto, Left, Liberazione, e con la rivista naturalistica Terra Nuova, per la quale si occupa spesso di wild swimming.
Nel 2014 la Crac Edizioni pubblica il volume Solchi sperimentali. Una guida alle musiche altre, un libro che presenta "una raccolta di circa 300 dischi che coprono mezzo secolo di musica", trattando band delle più disparate aree geografiche, includendo "paesi generalmente dimenticati come Australia e Nuova Zelanda" e dedicando "ampio spazio all’ignoto giacimento di tesori situato nei paesi dell’Europa centrale e orientale". Il libro viene presentato il 23 maggio 2015 nell’aula "Arte Scenica" del Conservatorio Giuseppe Verdi di Milano, con le performance di Lino Vaccina (percussioni), Vincenzo Zitello (arpa) e Riccardo Sinigalia (pianoforte). 
In questo contesto e a seguire con il secondo volume Solchi sperimentali Italia. 50 anni di italiche musiche altre (Crac edizioni, 2015), Antonello Cresti presenta un progetto volto alla riscoperta e al rilancio di quelle forme di rock avanguardista, sperimentale e di derivazione colta, che favorisca la cooperazione tra musicisti, operatori e critica in un'ottica di divulgazione e diffusione della musica di ricerca, non mancando di criticare l'industria discografica, considerata in forte crisi e indifferente di fronte a percorsi alternativi non riconducibili al mainstream. In particolare il volume, senza pretendere di erigere steccati tra epoche e generi diversi, narra una storia musicale autoctona, sottolineandone il ruolo nel contesto internazionale. Viene, nel contempo, presentata una catalogazione audiovisiva allo scopo di illustrare la dimensione dell’underground musicale contemporaneo in Italia. 
Nel 2016, grazie all'incontro con il regista Francesco Paolo Paladino, venne realizzato tramite crowdfunding Solchi Sperimentali – the Movie un film di fiction che racchiude il corpus performativo di molti degli artisti presenti nel libro. Il film fu pubblicato in un doppio DVD dalla Solchi Sperimentali Discografici, assieme al secondo disco che racchiudeva video realizzati da numerose band ed artisti passati e presenti. Tale progetto fu anche presentato al TranSonanze - Festival di scritture rockorganizzato dalla Università degli Studi del Sannio insieme al Conservatorio Nicola Sala di Benevento. 
Tra i molti concerti organizzati dalla rete di Solchi Sperimentali è da menzionare lo spettacolo tributo a Claudio Rocchi presentato da Antonello Cresti,
 documentato nel CD Una Fotografia - Tributo A Claudio Rocchi (Solchi Sperimentali Discografici, 2016).
L'ultimo libro di questa serie è Solchi sperimentali Kraut. 15 anni di germaniche musiche altre (1968-1983) (Crac edizioni, 2018), un libro dedicato al kraut rock degli anni '70 che si prefigge di colmare una grave lacuna all'interno dell'editoria italiana attraverso un'introduzione tesa ad inquadrare culturalmente il fenomeno, sommata ad una corposa serie di schede dedicate agli artisti tedeschi parte della scena, ad alcune pregevoli dichiarazioni di prima mano e interessanti interviste.
Il 21 luglio 2018 Solchi sperimentali Kraut è presentato come "Libro del giorno" da RaiPlay Radio nel programma intitolato  "Qui comincia - Solchi sperimentali Kraut di A. Cresti", per la regia di Federico Vizzaccaro.

### Dal 2019
Nel 2019 viene invitato dal musicologo Renzo Cresti ad offrire un contributo critico nel suo libro Musica presente. Tendenze e compositori di oggi. Nello stesso anno scrive come prima firma, a quattro mani con Renzo Cresti, La scomparsa della musica. Musicologia col martello.
Intanto, nel 2018 Antonello Cresti si reca, assieme al regista Francesco Paolo Paladino, a Milo per proporre a Juri Camisasca la realizzazione di un docufilm incentrato sul suo lavoro. Il film non viene mai realizzato, ma dall'incontro scaturisce l'idea del libro-intervista La risposta è nel silenzio, curato dallo stesso Cresti ed edito nel 2020 dalle edizioni La Vela.
Nel 2021 esce il suo libro successivo intitolato "La musica e i suoi nemici" (il cui sottotitolo recita:"Dai talent show alla trap: come l'industria discografica crea il conformismo di massa"). Il 29 aprile 2021 è tra i relatori sull'argomento "La società nella Storia del rock" in una puntata organizzata dal MEI su radio Rt Radio Terapia, intitolata “Cose da Difendere”: ultima puntata con Amerigo Verardi e Max Gazzè. Nel maggio 2021 Cresti ha dedicato in due occasioni un suo personale ricordo a Franco Battiato nei giorni seguenti la scomparsa del cantautore siciliano: il 20 maggio, con un suo articolo scritto per "OM (Optima Magazine)"; il 28 maggio in un'intervista rilasciata all’emittente romana "Radio Città Aperta"..
Sempre nel 2021 viene nominato vicepresidente nazionale del partito Ancora Italia. Si candida poi alle elezioni politiche del 2022 nella lista di Italia Sovrana e Popolare. Nel gennaio del 2024 partecipa al congresso fondativo di Democrazia Sovrana e Popolare, nuovo partito di Francesco Toscano e Marco Rizzo, venendo annunciato come candidato alle elezioni europee di giugno nella Circoscrizione Italia Centrale e anche in quella Meridionale; tuttavia DSP riuscirà a raccogliere le firme necessarie per presentare le liste sono in quella centrale dove Cresti raccoglie poco più di 130 preferenze. Cresti diventa anche segretario organizzativo nonché legale rappresentante del nuovo partito.

## Opere

### Saggi
- U.K. on acid. Viaggio attraverso la Summer of Love inglese, Jubal, 2004, ISBN 978-8888985039.
- Fish and chips. Invito al viaggio in Inghilterra e Galles, Jubal, 2006, ISBN 978-8888985176.
- Fairest isle. L'epopea dell'electric folk britannico, Aereostella, 2006, ISBN 978-8896212004.
- Lucifer over London. Industrial, folk apolittico e controculture radicali in Inghilterra, Aereostella, 2010, ISBN 9788896212158.
- Come to the sabbat. I suoni per le idee della Britannia esoterica, Tsunami Edizioni, 2014, ISBN 9788897389187.
- Solchi sperimentali. Una guida alle musiche altre, CRAC Edizioni, 2010, ISBN 9788896131350.
- Solchi sperimentali Italia. 50 anni di italiche musiche altre, CRAC Edizioni, 2015, ISBN 9788897389248.
- Ho trovato l'Inghilterra!, CRAC Edizioni, 2016, ISBN 978-8897389361.
- Solchi sperimentali. Kraut. 15 anni di germaniche musiche altre (1968-1983), CRAC Edizioni, 2018, ISBN 978-8897389460.
- Antonello Cresti e Renzo Cresti, La scomparsa della musica. Musicologia col martello, NovaEuropa Edizioni, 2019, ISBN 8885242162.
- La musica e i suoi nemici. Dai talent show alla trap: come l'industria discografica crea il conformismo di massa, Uno Editori, 2020, ISBN 978-8833801735.

### Curatele
- Juri Camisasca, La risposta è nel silenzio, a cura di Antonello Cresti, 2020, ISBN 9788899661724.

### Contributi bibliografici
- AAVV, L'immaginazione al podere. Che cosa resta delle eresie psichedeliche, a cura di Antonio Castronuovo e Walter Catalano, Stampa Alternativa, 2005, ISBN 9788872268568.

## Discografia

### Come curatore
- 2016 - AA.VV., Una Fotografia - Tributo A Claudio Rocchi
- 2017 - Maurizio Marsico e Riccardo Sinigaglia, Nature Spontanee
- 2017 - Telaio Magnetico, Live '75
- 2018 - H2R, The Secret Sharer
- 2020 - Francesco Paladino, De Musica et in Fungorum Effectis

### Con i Nihil Project
- 2003 - Dark Lounge (CD2, Ouver Entertainment)
- 2003 - Paria (CD, Ululati Dell'Underground)
- 2005 - Samhain (CD, UDU Records)
- 2006 - Plough Plays (CDr, Barl Fire Recordings, Woven Wheat Whispers)